# 濤崎忍
濤崎 忍（とうさき しのぶ、1925年1月21日 - 1996年6月6日）は、日本の経営者。川崎製鉄社長、会長を務めた。大分県中津市出身。

## 経歴・人物
1944年に東京帝国大学第一工学冶金学科を卒業し、同年に川崎重工業に入社した。1950年に川崎製鉄に移り、取締役、常務、専務を経て、1986年に副社長に就任し、1990年6月には社長に昇格した。1995年から会長に就任した。
1979年と1981年に大河内賞を受賞した。
1996年6月6日心不全のために死去。71歳没。